# Lac Summit (comté de Tuolumne)
Pour les articles homonymes, voir Lac Summit.
Le lac Summit (en anglais : Summit Lake) est un lac américain dans le comté de Tuolumne, en Californie. Il est situé à 3 239 mètres d'altitude au sein de la Yosemite Wilderness, dans le parc national de Yosemite.